# Alberto Gómez (urugwajski piłkarz)
Alberto Gómez (ur. 10 czerwca 1944) – urugwajski piłkarz noszący przydomek Torito, napastnik. 
Jako piłkarz klubu Liverpool Montevideo wziął udział wraz z reprezentacją Urugwaju w finałach mistrzostw świata w 1970 roku, gdzie Urugwaj zdobył miano czwartej drużyny świata. Zagrał tylko w ćwierćfinałowym meczu z ZSRR.
Nigdy nie wziął udziału w turnieju Copa América.